# Riding
Riding is een bestuurslaag in het regentschap Ogan Komering Ilir van de provincie Zuid-Sumatra, Indonesië. Riding telt 3575 inwoners (volkstelling 2010).